# Christian Blouin
Christian Conrad Blouin CMM (ur. 1 listopada 1941 w Saint-Sébastien, zm. 12 stycznia 2019 w Lae) – kanadyjski duchowny rzymskokatolicki posługujący w Papui-Nowej Gwinei, w latach 2007–2018 biskup Lae.

## Życiorys
Święcenia kapłańskie przyjął 22 sierpnia 1963 w zgromadzeniu Misjonarzy z Mariannhill. Przez 22 lata pracował w kolegium w Sherbrooke. W 1985 wyjechał do Papui-Nowej Gwinei i przez wiele lat był proboszczem kilku parafii w diecezji Lae. W latach 1992–1998 pełnił ponadto funkcję prowincjała, zaś w 2005 został dyrektorem domu dla postulantów zakonnych.
15 stycznia 2007 został mianowany biskupem Lae. Sakry biskupiej udzielił mu 5 maja 2007 jego poprzednik, bp Henry Anthony van Lieshout. 10 października 2018 przeszedł na emeryturę.
Zmarł w Lae 12 stycznia 2019.